# Represa Ponte Nova
Represa Ponte Nova är en reservoar i Brasilien.   Den ligger i delstaten São Paulo, i den sydöstra delen av landet, 900 km söder om huvudstaden Brasília. Represa Ponte Nova ligger 971 meter över havet.
I omgivningarna runt Represa Ponte Nova växer i huvudsak städsegrön lövskog. Runt Represa Ponte Nova är det ganska tätbefolkat, med 52 invånare per kvadratkilometer.